# Neopetrosia chaliniformis
Neopetrosia chaliniformis är en svampdjursart som först beskrevs av Thiele 1899.  Neopetrosia chaliniformis ingår i släktet Neopetrosia och familjen Petrosiidae. Inga underarter finns listade i Catalogue of Life.